# Nijmegen vasútállomás
Nijmegen vasútállomás Hollandiában, Nijmegen városában.

## Vasútvonalak
Az állomást az alábbi vasútvonalak érintik:
- Arnhem–Nijmegen-vasútvonal
- Tilburg–Nijmegen-vasútvonal
- Nijmegen–Venlo-vasútvonal

## Kapcsolódó állomások
A vasútállomáshoz az alábbi állomások vannak a legközelebb:
- Nijmegen Lent vasútállomás (Arnhem vasútállomás, Arnhem–Nijmegen-vasútvonal)
- Nijmegen Goffert vasútállomás (Tilburg vasútállomás, Tilburg–Nijmegen-vasútvonal)
- Nijmegen Heyendaal vasútállomás (Venlo vasútállomás, Nijmegen–Venlo-vasútvonal)